# Ptochophyle lineata
Ptochophyle lineata là một loài bướm đêm trong họ Geometridae.